# Spring Lake Park, Minnesota
Spring Lake Park là một thành phố thuộc quận Anoka, tiểu bang Minnesota, Hoa Kỳ. Năm 2010, dân số của thành phố này là 6412 người.

## Dân số
- Dân số năm 2000: 6772 người.
- Dân số năm 2010: 6412 người.